# Maurois
Maurois è un comune francese di 426 abitanti situato nel dipartimento del Nord nella regione dell'Alta Francia.
Il territorio comunale ospita le sorgenti del fiume Erclin.

## Società

### Evoluzione demografica
Abitanti censiti